# Chloracantha

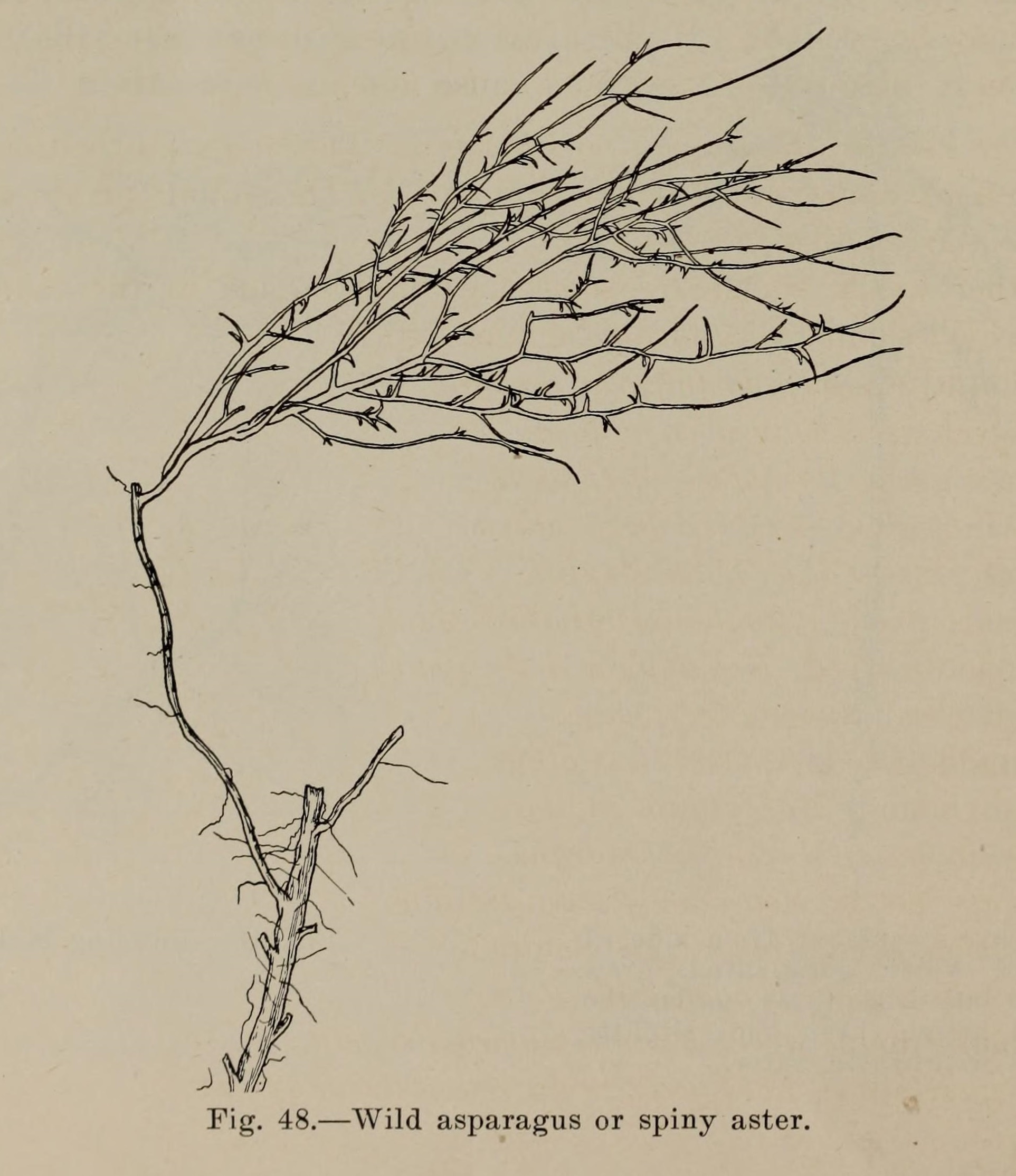
Ilustración botánica de Chloracantha spinosa

Chloracantha es un género monotípico de plantas herbáceas, perteneciente a la familia Asteraceae. Su única especie Chloracantha spinosa, es originaria de Centroamérica.

## Descripción
Hierbas sufruticosas o subarbustos, rizomatosos, generalmente afilos, que alcanzan un tamaño de hasta 1.5 m de alto; tallos densamente ramificados, angulados o estriados, glabros, la porción inferior a menudo formando espinas fuertes y planas de hasta 2 cm de largo. Hojas sólo ocasionalmente desarrolladas generalmente en las plantas jóvenes, lineares a linear-oblanceoladas, prontamente caedizas. Capitulescencias de racimos pseudoaxilares, terminales, con pocos capítulos; involucros campanulados; filarias en 4–5 series, imbricadas, lanceoladas, 1–6 mm de largo, que gradualmente se transforman en brácteas pedunculares, glabras con márgenes escariosos ciliados, ápice agudo; flósculos del radio 21–34, el tubo 3–4 mm de largo, pubescente, las lígulas 3–4 mm de largo y de 1 mm de ancho, glabras, blancas; flósculos del disco 30–50, ca 5 mm de largo, puberulentos, el tubo ca 2.5 mm de largo, fusionándose en el limbo infundibuliforme, los lobos marcadamente agudos, ca 1 mm de largo. Vilano de 40–60 cerdas, 5–7 mm de largo, casi eciliadas, blancas.

## Distribución y hábitat
Especie relativamente rara, se encuentra en suelos pesados, calcáreos o pantanosos, arcillosos a lo largo de arroyos y zanjas, en regiones secas y cálidas desde el suroeste de los Estados Unidos hasta Costa Rica. Una especie ampliamente distribuida, pero a menudo localmente común, forma colonias rizomatosas en los lechos de ríos en los que seguramente se dispersa vegetativamente.

## Taxonomía
Chloracantha spinosa fue descrita por (Benth.) G.L.Nesom y publicado en Phytologia 70(5): 378–379. 1991.
Variedades
- Chloracantha spinosa var. jaliscensis (McVaugh) S.D. Sundb.
- Chloracantha spinosa var. spinosissima (Brandegee) S.D.Sundb.

Sinonimia
- Aster spinosus Benth. basónimo
- Chloracantha spinosa var. spinosa (Benth.) G.L.Nesom
- Erigeron ortegae S.F.Blake
- Leucosyris spinosa (Benth.) Greene[3]